# لیندا مک‌کنزی
لیندا مک‌کنزی (به انگلیسی: Linda Mackenzie) (زادهٔ ۱۴ دسامبر ۱۹۸۳) شناگر اهل استرالیا است.